# Combinaison (reggae)
 (janvier 2018).
Si vous disposez d'ouvrages ou d'articles de référence ou si vous connaissez des sites web de qualité traitant du thème abordé ici, merci de compléter l'article en donnant les références utiles à sa vérifiabilité et en les liant à la section « Notes et références ».
Pour les articles homonymes, voir Combinaison.
Une combination (du mot anglais signifiant combinaison) désigne en reggae un duo en studio entre un chanteur et un deejay.
Les combinations sont apparues à la fin des années 1980 où elles ont été particulièrement en vogue (duos Cocoa Tea/Shabba Ranks, Beres Hammond/Buju Banton, Marcia Griffiths/Cutty Ranks). Elles reposent sur la complémentarité et le contraste entre la voix douce et posée du chanteur et celle plus rauque et agressive du deejay.
L'apparition des combinations a été rendue possible par l'égalité de statut entre chanteur et deejay depuis 1980 et la période rub a dub. Avant cela, le chanteur était prioritaire sur le deejay, c'est-à-dire qu'un deejay ne pouvait se poser sur un riddim qu'après qu'un chanteur avait déjà fait un morceau dessus et les duos chanteur/deejay étaient alors inenvisageables.
Les combinations ne sont pas toujours de véritables duos de studio : il arrive que la partie du deejay soit rajoutée après et sur un morceau déjà existant. Néanmoins, il est fait en sorte que ce duo "décalé" paraisse être un véritable duo de studio (cohérence des rajouts du deejay vis-à-vis du texte originel). Il existe alors deux versions du morceau : le morceau chanté originel et le morceau en combinations qui est parfois rebaptisé (exemple du "Tempted To Touch" de Beres Hammond qui sert de base au "Love Mi Haffee Get" de Beres Hammond et Cutty Ranks).
Si les combinations ne sont généralement réalisées que de manière occasionnelle, le deejay et le chanteur menant une carrière solo chacun de leur côté, quelques duos se sont cependant spécialisés exclusivement là-dedans comme Chaka Demus & Pliers ("Murder She Wrote", 1993) ou Tanto & Devonte ("Everybody Fall In Love", 1998).
Tout morceau de reggae antérieur à 1986/1987 présentant les voix d'un chanteur et d'un deejay ne sont pas (sauf rares exceptions, par exemple : Long Time Me Nah Rub You Ina Dance de Linval Thompson et Trinity) considérées comme de véritables combinaisons. Il s'agit généralement de versions deejay basées sur un morceau dubbé initialement chanté et dont subsistent encore quelques « lambeaux » de la voix du chanteur. Mais, d'une part, aucun duo en studio entre le chanteur et le deejay ne s'est produit, d'autre part, la partie vocale du chanteur n'est pas laissée en intégralité, seules quelques bribes surviennent de manière aléatoire.